# 2033
2033 (MMXXXIII) е обикновена година, започваща в събота според григорианския календар. Тя е 2033-тата година от новата ера, тридесет и третата от третото хилядолетие и четвъртата от 2030-те.
Съответства на:
- 1482 година по Арменския календар
- 6784 година по Асирийския календар
- 2984 година по Берберския календар
- 1395 година по Бирманския календар
- 2577 година по Будисткия календар
- 5793 – 5794 година по Еврейския календар
- 2025 – 2026 година по Етиопския календар
- 1411 – 1412 година по Иранския календар
- 1454 – 1455 година по Ислямския календар
- 4729 – 4730 година по Китайския календар
- 1749 – 1750 година по Коптския календар
- 4366 година по Корейския календар
- 2786 години от основаването на Рим
- 2576 година по Тайландския слънчев календар
- 122 година по Чучхе календара